# Suprema bellezza
Suprema bellezza è un film muto italiano del 1921 diretto e interpretato da Luigi Serventi.